# I Disappear
«I Disappear» és el vint-i-cinquè senzill de la banda estatunidenca Metallica i que fou la seva contribució a la banda sonora de la pel·lícula Mission: Impossible 2. No va ser inclosa en cap dels àlbums d'estudi de la banda, de fet és l'únic senzill de Metallica llançat en solitari. Fou el darrer enregistrament en el qual participà el baixista Jason Newsted.
El descobriment d'una versió inacabada de la cançó a principis del 2000 en la xarxa de l'aplicació d'igual a igual Napster. Metallica va reaccionar amb diverses demandes judicials, donant inici a una dura guerra legal contra aquesta empresa.
El videoclip fou dirigit per Wayne Isham i mostra els integrants de Metallica en diverses escenes que fan referència a d'altres pel·lícules. Hammet és en un desert perseguit per un avió en referència a Perseguit per la mort, Newsted en una mansió perseguit per una multitud com Brazil, Hetfield conduint per San Francisco com Bullitt, i Ulrich fugint saltant d'una explosió en un edifici com Die Hard. Entremig d'aquestes escenes, els membres interpreten la cançó tots junts des de d'una rock de Monument Valley, Utah (Estats Units). També hi apareix Tom Cruise, protagonista de la pel·lícula.

## Llista de cançons
| Núm. | Títol                        | Durada |
| ---- | ---------------------------- | ------ |
| 1.   | «I Disappear»                | 4:29   |
| 2.   | «I Disappear» (instrumental) | 4:26   |